# Oglasa costisignata
Oglasa costisignata är en fjärilsart som beskrevs av George Francis Hampson 1926. Oglasa costisignata ingår i släktet Oglasa och familjen nattflyn. Inga underarter finns listade i Catalogue of Life.